# Salacia sessiliflora
Salacia sessiliflora là một loài thực vật có hoa trong họ Dây gối. Loài này được Hand.-Mazz. miêu tả khoa học đầu tiên năm 1922.